# Моравце
Моравце (пол. Morawce) — село в Польщі, у гміні Кросневиці Кутновського повіту Лодзинського воєводства.
Населення — 291 особа (2011).
У 1975—1998 роках село належало до Плоцького воєводства.

## Демографія
Демографічна структура станом на 31 березня 2011 року:
|          | Загалом | Допрацездатний вік | Працездатний вік | Постпрацездатний вік |
| -------- | ------- | ------------------ | ---------------- | -------------------- |
| Чоловіки | 145     | 26                 | 97               | 22                   |
| Жінки    | 146     | 24                 | 78               | 44                   |
| Разом    | 291     | 50                 | 175              | 66                   |